# Grossfürsten-Marsch
Großfürsten-Marsch, op. 107, är en marsch av Johann Strauss den yngre. Den spelades första gången den 21 mars 1852 i fursten Paul Anton Esterhazys wienerpalats i Wien.

## Historia
Titelsidan till den första pianoutgåvan av Großfürsten-Marsch - publicerad 26 maj 1852 av förläggaren Carl Haslinger - bär inskriptionen: "Komponerad av Johann Strauss, kapellmästare, för att fira närvaron av Deras kungliga högheter, Storfurstarna Nikolaj och Mikael av Ryssland, i Wien. "
De två stormännen, söner till den härskande tsaren Nikolaj I, åtföljde sin far i mars 1852 och var personliga gäster hos den unga, österrikiske kejsaren Frans Josef I, där de skulle stanna till mitten av maj. Den 21 mars var Nikolaj och Mikael hedersgäster på en soirée organiserad av furste Paul Anton Esterhazy i dennes palats (idag: Wallnerstraße 4). För musiken anlitades den 27 år gamle Johann Strauss den yngre med sin orkester. Vid detta tillfälle uppfördes Großfürsten-Marsch för första gången. Det var Strauss första tillfälle att möta de ryska storfurstarna. (Den musikintresserade Mikael skulle senare då och då medverka vid Strauss konserter i Pavlovsk sommaren 1856 såsom cellist i orkestern. Märkligt nog framfördes marschen endast en gång (den 12 juni) under den fem månader långa sommarturnén.)
Det första offentliga framförandet av marschen ägde rum först söndagen den 2 maj 1852 på Ungers Casino i Hernals, där publiken krävde att den spelades sex gånger. En journalist från Neue Wiener Musikzeitung skrev i tidningen den 6 maj: "Vi måste erkänna att detta musikstycke tillhör den första i sin genre, melodin är charmig, instrumenteringen är effektiv och kraftfull. Vi är övertygade om att den här marschen snart kommer att bli favoritstycket för alla orkestrar." Musikforskaren Erich Schenk skrev 1940 i sin bok "Unsterbliche Tonkunst: Johann Strauss" att "man söker förgäves efter heroiska krigsinslag i Strauss marscher... Dessa 'stilistiska' marscher, ibland i 6/8-takt såsom op. 93 (Kaiser-Jäger-Marsch) och op. 107 (Grossfürsten-Marsch) är mer uttryck för optimistisk glädje än hjältemod".

## Om marschen
Speltiden är ca 2 minuter och 50 sekunder plus minus några sekunder beroende på dirigentens musikaliska tolkning.

## Weblänkar
- Dynastin Strauss 1852 med kommentarer om Großfürsten-Marsch.
- Großfürsten-Marsch i Naxos-utgåvan.